# 張琳 (明朝)
張琳（1437年—？年），字天瑞，浙江绍兴府餘姚縣人，民籍。明朝政治人物。

## 生平
成化元年（1465年）乙酉科浙江鄉試第六十四名舉人，二年（1466年）联捷丙戌科会试第二百五十一名，第二甲第十九名進士。三年二月授工科给事中，九年四月升陕西布政司右参议。十八年五月復除福建右参议，二十年九月升江西左参政，弘治元年（1488年）十月升江西右布政使，四年正月轉左布政，四月升都察院右副都御史、巡抚保定等府兼提督紫荆等关，八年去职。

## 家族
著有《自警要语》一卷。
曾祖张原宗。祖父张仲昇。父张才，教谕。母夏氏。具庆下。